# لشکر ۳ پیاده (کره جنوبی)
لشکر ۳ پیاده کره جنوبی (کره‌ای: 제۳보병사단) لشکر پیاده‌نظام نیروی زمینی جمهوری کره است، که در سال ۱۹۴۹ تأسیس شد. ستاد فرماندهی لشکر ۳ پیاده در شهرستان چئوروون، استان گانگوون قرار دارد.

## تاریخچه
این لشکر ابتدا در ۱ دسامبر ۱۹۴۷ به عنوان تیپ سوم تشکیل شد. در ۲۴ دسامبر ۱۹۴۹، این لشکر قتل‌عام مونگیونگ را انجام داد. این واحد در ۱۲ مه ۱۹۴۹ به لشکر ارتقا یافت. در ۲۵ ژوئن ۱۹۵۰، ارتش کره شمالی در جریان جنگ، حمله به کره جنوبی را آغاز کرد. این لشکر پس از اولین سقوط سئول، تحت کنترل مستقیم ارتش جمهوری کره قرار گرفت. این لشکر به بخشی از خط دفاعی تبدیل شد تا پیشروی کره شمالی از سئول به دائجون را کند کند. همچنین در نبرد پوسان پریمیتر شرکت داشت. پس از فرار از منطقه پوسان، نبردهای شدیدی در روستای بندری پوهانگ بین لشکر سوم و لشکر پنجم ارتش خلق کره رخ داد. لشکر سوم سرانجام صبح روز ۲۰ سپتامبر ۱۹۵۰ روستا را تصرف کرد. آنها به حملات تهاجمی خود ادامه دادند و ارتش خلق کره شمالی (NKPA) را مجبور به عقب‌نشینی نامنظم به سمت یونگدوک کردند.[۴] در طول جنگ، لشکر سوم پیاده نظام در بیش از ۱۵۰ نبرد شرکت کرد و بیش از ۵۱۰۰۰ سرباز دشمن را کشته و اسیر کرد. این لشکر همچنین به عنوان واحد شکست‌ناپذیر شناخته می‌شود زیرا هرگز در هیچ نبردی شکست نخورده است.[نیازمند منبع]
از سال ۱۹۹۱، این لشکر یک واحد گارد افتخار سنتی را در گیونگ‌بوک‌گونگ در سئول برای انجام وظایف تشریفاتی، مانند استقبال از سران کشورها و تعویض گارد، حفظ کرده است. این واحد یک بازسازی تاریخی از مراسم انجام می‌دهد و لباس و سلاح‌های سنتی می‌پوشد. این واحد پس از آن ایجاد شد که رئیس‌جمهور روه تائه وو در جریان بازدید خود از کاخ سفید در آن سال، از گارد قدیمی فایف و درام و گارد فرمانده کل قوا از هنگ سوم پیاده نظام ایالات متحده بازدید کرد و تصمیم گرفت که ارتش کره نیز باید واحدی برای عملکردهای مشابه داشته باشد. اولین مراسم در سال ۱۹۹۶ پس از تحقیقات گسترده و مشورت با مورخان و کارشناسان در مورد جزئیات، از دستورات استفاده شده گرفته تا لوازم جانبی و لباس‌های پوشیده شده، برگزار شد.